# Калмакова
Калмакова — деревня в Шатровском районе Курганской области. Входит в состав Самохваловского сельсовета.
Расположена примерно в 10 км к западу от села Самохвалово.

## История
До 1917 года в составе Яутлинской волости Шадринского уезда Пермской губернии. По данным на 1926 год состояла из 144 хозяйств. В административном отношении входила в состав Черновского сельсовета Шатровского района Тюменского округа Уральской области.

## Население
| 1989 | 2002 | 2010 |
| ---- | ---- | ---- |
| 77   | ↘44  | ↘14  |

По данным переписи 1926 года в деревне проживало 614 человек (293 мужчины и 321 женщина), в том числе: русские составляли 100 % населения.